# 最前線物語
『最前線物語』（さいぜんせんものがたり、原題：The Big Red One）は、1980年公開の戦争映画。

## あらすじ
1918年11月、フランス戦線に従軍していた新兵の男は、終戦を叫びながら歩み寄るドイツ兵を刺殺する。新兵は陣地に戻り上官に報告するが、そこで第一次世界大戦が4時間前に終結していたことを聞かされ衝撃を受ける。
四半世紀後の1942年11月、軍曹となっていた男は第1歩兵師団第16連隊第1分隊に所属し、第二次世界大戦に従軍していた。軍曹は新兵たちを引き連れ北アフリカに上陸し、ヴィシー政権の軍隊と戦闘を交える。第1分隊は戦闘の最前線に配属されドイツアフリカ軍団のシュローターの部隊と戦い、グリフ、ザブ、ビンチ、ジョンソンの四人を残して戦死してしまう。軍曹は補充兵を動員しながら戦闘を続け、北アフリカでの戦闘を終え、次の任地へと向かう。
シチリア島に上陸した軍曹たちはドイツ軍の砲撃にさらされるが、廃墟となった町で母親の遺体を運ぶ少年に出会う。少年はドイツ軍の砲撃陣地の場所を知っており、「母親の埋葬を手伝う」という条件と引き換えに軍曹たちを砲撃陣地に案内する。砲撃陣地は丘の上の民家の中にあり、陣地を偽装するために女たちがドイツ兵に脅されながら農作業をしていた。軍曹はドイツ兵を射殺して砲撃陣地を制圧し、解放された女たちから歓迎を受ける。軍曹は約束通り少年に上質な棺を用意し、少年から感謝される。
1944年6月、ノルマンディー上陸作戦に従軍した第1分隊はオマハ・ビーチへの上陸作戦を敢行するが、ドイツ軍の攻撃にさらされ、鉄条網を突破できずにいた。軍曹はバンガロール爆薬筒で鉄条網を爆破するように命令し、グリフはドイツ軍に狙撃され負傷しながらも作戦を遂行し、鉄条網を爆破する。フランスへの上陸を果たした連合軍は進撃を続け、第1分隊は補充兵カイザーを加えてフランス領内を進軍する。その途中、第1分隊は軍曹が第一次大戦の終戦を迎えた平野に到達する。そこには全滅したドイツ軍部隊がいたが、それは全滅を偽装したシュローターの部隊だった。襲撃された軍曹たちはドイツ軍の戦車を奪い反撃し、ドイツ軍はシュローターを残して全滅する。軍曹は負傷したカイザーを手当てしていたが、そこにドイツ軍から逃げてきたマルベーズ夫妻が現れる。夫は死んでしまうが、妻は出産寸前だったため、戦車の中に運び込み総出で彼女の出産を手助けする。無事に出産を終えたことを喜ぶ軍曹たちを尻目に、シュローターは戦場から脱出する。
ベルギー領内に進軍した第1分隊は、対独レジスタンスのワローンがいる障害者施設を襲撃する。軍曹はワローンの手引きで施設に乗り込み、銃撃戦の末にドイツ軍を全滅させる。11月にはドイツ領に進軍するが、そこでドイツ軍の反撃に遭い、カイザーが戦死する。連合軍はフランスに撤退し、体制を整えて再びドイツ領に進撃する。第1分隊は戦争の終わりを実感して喜びに湧くが、最後の任務としてチェコスロバキアの強制収容所解放作戦に参加する。しかし、そこで親衛隊によって虐殺された収容者たちの姿を見て、第1分隊の面々は衝撃を受ける。軍曹は助け出したものの間もなく死んでしまった少年を埋葬し、墓の側に佇んでいた。そこにシュローターが終戦を叫びながら近づいてくるが、軍曹はシュローターを刺してしまう。しかし、グリフたちから戦争が4時間前に終結したことを聞かされ、再び同じ過ちを犯したことを後悔する。軍曹たちはその場を立ち去ろうとするが、シュローターが生きていることに気付き、彼を助け出す。

## キャスト
| 役名           | 俳優                     | 日本語吹替                                                                              | 日本語吹替   |
| 役名           | 俳優                     | TBS版                                                                                   | テレビ東京版 |
| -------------- | ------------------------ | --------------------------------------------------------------------------------------- | ------------ |
| 軍曹           | リー・マーヴィン         | 小林清志                                                                                | 小林清志     |
| グリフ         | マーク・ハミル           | 神谷明                                                                                  | 島田敏       |
| ザブ           | ロバート・キャラダイン   | 津嘉山正種                                                                              | 山寺宏一     |
| ビンチ         | ボビー・ディ・シッコ     | 石丸博也                                                                                |              |
| ジョンソン     | ケリー・ウォード         | 三ツ矢雄二                                                                              |              |
| シュローター   | ジークフリート・ラウフ   |                                                                                         | 大塚明夫     |
| マルベーズ夫人 | マース・ビラロンガ       |                                                                                         |              |
| ワローン       | ステファーヌ・オードラン |                                                                                         |              |
| カイザー       | ペリー・ラング           | 塩沢兼人                                                                                |              |
| その他         | N/A                      | 村松康雄 池田勝 石森達幸 鈴木れい子 仲木隆司 郷里大輔 稲葉実 鈴木清信 安西正弘 沢木郁也 |              |
|                |                          |                                                                                         |              |
| 演出           | 演出                     | 福永莞爾                                                                                |              |
| 翻訳           | 翻訳                     | 大野隆一                                                                                |              |
| 調整           | 調整                     | 中村修                                                                                  |              |
| 効果           | 効果                     | PAG                                                                                     |              |
| 選曲           | 選曲                     | 赤塚不二夫                                                                              |              |
| 制作           | 制作                     | ザック・プロモーション                                                                  |              |

- TBS版：初回放送1982年5月24日『月曜ロードショー』
- テレビ東京版：初回放送1990年6月28日『木曜洋画劇場』

## 製作
ワーナー・ブラザースは1950年代後半に本作を企画し、ロケーション撮影のためにサミュエル・フラーをヨーロッパに派遣している。しかし、フラーは『Merrill's Marauders』を製作することを伝えたため、ジャック・L・ワーナーは企画の打ち切りを決定した。ピーター・ボグダノヴィッチがパラマウント映画で製作することを提案したが、パラマウント社長フランク・ヤブランズが退社すると、この企画も打ち切りとなった。当初、軍曹役にはジョン・ウェインが予定されていたが、フラーから「軍曹役には相応しくない」として変更された。

## 評価
2008年にエンパイアが選ぶ「最高の映画500本」で483位に選ばれている。Rotten Tomatoesでは44人が投稿して支持率91%、平均評価7.7/10となっている。
ロジャー・イーバートは「これは上質な叙事詩だが、フラーは壮大さの誘惑に陥っていない。この映画に深い演説シーンはなく依然としてB級映画だが、男たちに主導されたアクションで満たされている。それは、これまで作られた中で最も上質なB級映画の一つです。A級戦争映画は戦争を描いたものですが、B級戦争映画は兵士を描くものです」と論評し、2004年には「偉大な映画の一つ」と評価している。